# Non è Francesca/Guardando te
Non è Francesca / Guardando te è il quarto singolo su 7" de I Balordi pubblicato nel 1967 dalla Durium.

## Tracce
Lato A
1. Non è Francesca (Lucio Battisti, Mogol)

Lato B
1. Guardando te (Bruno Pellegrini, Franco Cassano)